# Wenkkrabben
Wenkkrabben vormen een geslacht van circa 97 verschillende krabben in de familie Ocypodidae. De taxonomische geslachtsnaam is Uca.
Bij de mannetjes is een van de scharen naar verhouding zeer groot.

## Leefgebieden
Wenkkrabben komen vooral voor in mangrovebossen en op stranden langs tropische en subtropische kusten van de Atlantische Oceaan en de Stille Zuidzee. In Europa is alleen in het zuidwesten van het Iberisch Schiereiland een soort inheems: Uca tangeri.
Gedurende hoogwater (vloed) verschuilen ze zich in hun zelf gegraven holletjes die tot 60 cm diep kunnen zijn. Bij eb kruipen ze naar buiten en dwalen ze over het strand.

## Beschrijving
Het rugschild van wenkkrabben wordt tussen de 2 en 4,5 cm breed. Hun ogen dragen ze op steeltjes. Ze leven hooguit twee jaar.
Ze behoren tot de orde der Decapoda en hebben dus tien poten. Twee daarvan zijn uitgerust met scharen. De grote schaar van het mannetje wordt alleen gebruikt voor uiterlijk vertoon en tijdens gevechten. De schaar vormt een derde tot de helft van het lichaamsgewicht. Eten doen mannelijke wenkkrabben uitsluitend met de kleine schaar. Als ze de grote schaar verliezen, bijvoorbeeld in een gevecht met een ander mannetje, groeit bij de meeste soorten de kleine schaar uit tot een nieuwe grote schaar. Uit het stompje van de verloren schaar groeit een nieuwe kleine schaar.

### Burenhulp
Australische wenkkrabben blijken een vorm van burenhulp te kennen. Als een vreemde wenkkrab het territorium binnenwandelt, zal de buurman van de aldaar levende wenkkrab zijn buurman helpen bij het verjagen van de nieuwkomer - mits die nieuwkomer een bedreiging vormt, bijvoorbeeld omdat hij groter is. Vormt de nieuwkomer geen bedreiging, dan staat de buurman er alleen voor.

## Voeding
Het voedsel bestaat vooral uit algen en verder alles wat ze op drooggevallen stranden kunnen vinden.
Zelf zijn de wenkkrabben voedsel voor strand- en kustvogels en voor andere dieren die in hun leefgebied leven.

## Voortplanting

Een wenkende wenkkrab, Uca perplexa.

Het vrouwtje kiest meestal een partner uit meerdere mannetjes, die allemaal met hun grote schaar staan te wenken voor hun holletjes. Na de paring verschuilt het vrouwtje zich gedurende twee weken in haar hol, waarbij ze de kluit eieren vasthoudt met haar achterste poten. In die tijd rijpen de larven in de eieren. Na twee weken worden de eieren uitgezet in getijdewater, waar de larven uit de eitjes komen. In enkele stadia ontwikkelen ze zich in het water, alvorens als krab aan land te gaan.

## Trivia
- In Portugal wordt de grote schaar als een delicatesse beschouwd.
- Vanwege het zwaaien met de schaar worden wenkkrabben ook wel vioolkrabben genoemd. Dit is een letterlijke vertaling van het Spaanse cangrejo violinista.

## Ondergeslachten en soorten

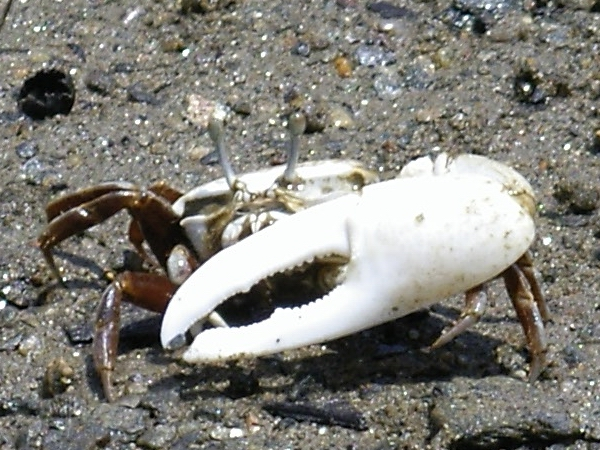
Uca lactea

- Uca (Australuca) bellator (White, 1847)
- Uca (Australuca) elegans George & Jones, 1982
- Uca (Australuca) hirsutimanus George & Jones, 1982
- Uca (Australuca) longidigitum (Kingsley, 1880)
- Uca (Australuca) polita Crane, 1975
- Uca (Australuca) seismella Crane, 1975
- Uca (Australuca) signata (Hess, 1865)
- Uca (Austruca) albimana (Kossmann, 1877)
- Uca (Austruca) annulipes (H. Milne Edwards, 1837)
- Uca (Austruca) cryptica Naderloo, Türkay & Chen, 2010
- Uca (Austruca) iranica Pretzmann, 1971
- Uca (Austruca) lactea (De Haan, 1835)
- Uca (Austruca) mjoebergi Rathbun, 1924
- Uca (Austruca) perplexa (H. Milne Edwards, 1837)
- Uca (Cranuca) inversa (Hoffmann, 1874)
- Uca (Gelasimus) borealis Crane, 1975
- Uca (Gelasimus) dampieri Crane, 1975
- Uca (Gelasimus) hesperiae Crane, 1975
- Uca (Gelasimus) jocelynae Shih, Naruse & Ng, 2010
- Uca (Gelasimus) neocultrimana Bott, 1973
- Uca (Gelasimus) tetragonon (Herbst, 1790)
- Uca (Gelasimus) vocans (Linnaeus, 1758)
- Uca (Gelasimus) vomeris McNeill, 1920
- Uca (Leptuca) batuenta Crane, 1941
- Uca (Leptuca) beebei Crane, 1941
- Uca (Leptuca) coloradensis (Rathbun, 1894)
- Uca (Leptuca) crenulata (Lockington, 1877)
- Uca (Leptuca) cumulanta Crane, 1943
- Uca (Leptuca) deichmanni Rathbun, 1935
- Uca (Leptuca) dorotheae von Hagen, 1968
- Uca (Leptuca) festae Nobili, 1902
- Uca (Leptuca) helleri Rathbun, 1902
- Uca (Leptuca) inaequalis Rathbun, 1935
- Uca (Leptuca) latimanus (Rathbun, 1894)
- Uca (Leptuca) leptodactyla Rathbun, 1898
- Uca (Leptuca) limicola Crane, 1941
- Uca (Leptuca) musica Rathbun, 1914
- Uca (Leptuca) oerstedi Rathbun, 1904
- Uca (Leptuca) panacea Novak & Salmon, 1974
- Uca (Leptuca) panamensis (Stimpson, 1859)
- Uca (Leptuca) pugilator (Bosc, 1802)
- Uca (Leptuca) pygmaea Crane, 1941
- Uca (Leptuca) saltitanta Crane, 1941
- Uca (Leptuca) speciosa (Ives, 1891)
- Uca (Leptuca) spinicarpus Rathbun, 1900
- Uca (Leptuca) stenodactylus (H. Milne Edwards & Lucas, 1843)
- Uca (Leptuca) subcylindrica (Stimpson, 1859)
- Uca (Leptuca) tallanica von Hagen, 1968
- Uca (Leptuca) tenuipedis Crane, 1941
- Uca (Leptuca) terpsichores Crane, 1941
- Uca (Leptuca) tomentosa Crane, 1941
- Uca (Leptuca) uruguayensis Nobili, 1901
- Uca (Minuca) argillicola Crane, 1941
- Uca (Minuca) brevifrons (Stimpson, 1860)
- Uca (Minuca) burgersi Holthuis, 1967
- Uca (Minuca) ecuadoriensis Maccagno, 1928
- Uca (Minuca) galapagensis Rathbun, 1902
- Uca (Minuca) herradurensis Bott, 1954
- Uca (Minuca) longisignalis Salmon & Atsaides, 1968
- Uca (Minuca) marguerita Thurman, 1981
- Uca (Minuca) minax (LeConte, 1855)
- Uca (Minuca) mordax (Smith, 1870)
- Uca (Minuca) osa Landstorfer & Schubart, 2010
- Uca (Minuca) pugnax (Smith, 1870)
- Uca (Minuca) rapax (Smith, 1870)
- Uca (Minuca) thayeri Rathbun, 1900
- Uca (Minuca) umbratila Crane, 1941
- Uca (Minuca) victoriana von Hagen, 1987
- Uca (Minuca) vocator (Herbst, 1804)
- Uca (Minuca) zacae Crane, 1941
- Uca (Paraleptuca) bengali Crane, 1975
- Uca (Paraleptuca) chlorophthalmus (H. Milne Edwards, 1837)
- Uca (Paraleptuca) crassipes (White, 1847)
- Uca (Paraleptuca) sindensis (Alcock, 1900)
- Uca (Paraleptuca) triangularis (A. Milne-Edwards, 1873)
- Uca (Tubuca) acuta (Stimpson, 1858)
- Uca (Tubuca) arcuata (De Haan, 1835)
- Uca (Tubuca) australiae Crane, 1975
- Uca (Tubuca) capricornis Crane, 1975
- Uca (Tubuca) coarctata (H. Milne Edwards, 1852)
- Uca (Tubuca) demani Ortmann, 1897
- Uca (Tubuca) dussumieri (H. Milne Edwards, 1852)
- Uca (Tubuca) flammula Crane, 1975
- Uca (Tubuca) forcipata (Adams & White, 1849)
- Uca (Tubuca) formosensis Rathbun, 1921
- Uca (Tubuca) paradussumieri Bott, 1973
- Uca (Tubuca) rhizophoriae Tweedie, 1950
- Uca (Tubuca) rosea (Tweedie, 1937)
- Uca (Tubuca) typhoni Crane, 1975
- Uca (Tubuca) urvillei (H. Milne Edwards, 1852)
- Uca (Uca) heteropleura (Smith, 1870)
- Uca (Uca) insignis (H. Milne Edwards, 1852)
- Uca (Uca) intermedia von Prahl & Toro, 1985
- Uca (Uca) major Herbst, 1782
- Uca (Uca) maracoani (Latreille, 1802)
- Uca (Uca) monilifera Rathbun, 1914
- Uca (Uca) ornata (Smith, 1870)
- Uca (Uca) princeps (Smith, 1870)
- Uca (Uca) stylifera (H. Milne Edwards, 1852)
- Uca (Uca) tangeri (Eydoux, 1835)